# Aeropuerto Avelino Vieira
El aeropuerto Avelino Vieira (IATA: AAG, OACI: SSYA), es un aeródromo brasileño que daba servicio a la ciudad de Arapoti. Fue operado por el Municipio de Arapoti bajo la supervisión de Aeroportos do Paraná (SEIL). Después de que el ayuntamiento de Arapoti no llegase a un acuerdo de inversión y renovación de las instalaciones, en el año 2020 la Superintendencia de infraestructura aeroportuaria de Brasil de la ANAC publicó una ordenanza en la que lo excluía de la lista de aeródromos públicos nacionales, cerrándolo al tráfico aéreo.

## Aerolíneas y destinos
En este aeropuerto no operan vuelos regulares.

## Acceso
El aeropuerto está ubicado a 6 km (4 millas) al noreste del centro de Arapoti.